# The Moment You Believe
The Moment You Believe – ballada popowa stworzona przez Melanie Chisholm i Petera Vettese’a na czwarty album studyjny brytyjskiej wokalistki pop Melanie C, This Time (2007). Wyprodukowany przez Vettese’a, utwór wydany został jako pierwszy singel promujący krążek dnia 16 marca 2007.

## Historia
„The Moment You Believe” wydany został na niemiecki rynek muzyczny dnia 16 marca 2007 po sukcesach poprzednich singli artystki na tamtejszym rynku muzycznym. Utwór cieszył się popularnością i zyskał pożądaną popularność. W Skandynawii kompozycja ukazała się dnia 21 marca 2007. Piosenka zajęła miejsce jedynie na oficjalnym notowaniu w Szwecji.
Utwór nigdy nie ukazał się na brytyjskim rynku muzycznym. Na Wyspach Brytyjskich krążek promował utwór „I Want Candy”, który wydany został na tamtejszy rynek muzyczny jako pierwszy singel z albumu.

## Wydanie singla
Singel zadebiutował na wysokich pozycjach w krajach niemieckojęzycznych; najwcześniej utwór znalazł się na oficjalnym notowaniu w Austrii, debiutując na miejscu #42 dnia 20 marca 2007, aby po dwóch tygodniach znaleźć się na pozycji #28. Dnia 27 marca 2007 piosenka zadebiutowała na notowaniu w Szwajcarii, na miejscu #18. Podobnie jak w Austrii, dwa tygodnie po debiucie singel jako najwyższą na tymże notowaniu, osiągnął pozycję #14. Na tejże liście utwór spędził dziewiętnaście tygodni. Dziewięć tygodni, „The Moment You Belive” utrzymywał się na oficjalnej niemieckiej liście, debiutując na pozycji #15 i osiągając jako najwyższą pozycję właśnie to miejsce. Kompozycja znalazła się w Top 20 oficjalnych notowań w Portugalii oraz Szwecji.

## Teledysk
Teledysk do singla reżyserowany był przez Tima Roysa i miał premierę dnia 23 lutego 2007 na niemieckiej stacji muzycznej VIVA. Klip kręcony był dzień po zdjęciach do videoclipu promującego piosenkę „I Want Candy”.
Teledysk ukazuje wokalistkę chodzącą po planie zdjęciowym wśród osób pracujących. W końcowym ujęciu artystka wychodzi z budynku, gdzie kręcony był klip, znikając w świetle. Cały videoclip utrzymany jest w prostocie i melancholii.

## Listy utworów i formaty singla
Niemiecki dwunagraniowy CD singel
1. „The Moment You Believe”
2. „Fragile”

Europejski CD-maxi singel
1. „The Moment You Believe”
2. „Fragile”
3. „The Moment You Believe” (Attraction mix)
4. „The Moment You Believe” (Instrumental)
5. „The Moment You Believe” (Piano/vocal mix)

## Pozycje na listach
| Lista przebojów (2007)       | Najwyższa pozycja |
| ---------------------------- | ----------------- |
| Austria Singles Chart        | 28                |
| Niemcy Singles Chart         | 15                |
| Szwajcaria Singles Chart     | 14                |
| Szwecja Singles Top 60 Chart | 18                |